# Natação no Campeonato Europeu de Esportes Aquáticos de 2012 - 400 m livre masculino
A prova dos 400 metros livre masculino da natação no Campeonato Europeu de Esportes Aquáticos de 2012 ocorreu no dia 21 de maio em Debrecen na Hungria. 

## Calendário
| Fase          | Data       | Hora  |
| ------------- | ---------- | ----- |
| Eliminatórias | 21 de maio | 09:30 |
| Final         | 21 de maio | 17:02 |

Todos os horários estão no horário local (UTC+1)

## Recordes
Antes desta competição, os recordes eram os seguintes:
| Recorde mundial       | Paul Biedermann | 3:40.07 | Roma      | 26 de julho de 2009 |
| Recorde europeu       | Paul Biedermann | 3:40.07 | Roma      | 26 de julho de 2009 |
| Recorde do campeonato | Yury Prilukov   | 3:45.10 | Eindhoven | 18 de março de 2008 |

## Medalhistas
| Ouro                  | Prata           | Bronze                |
| Paul Biedermann (GER) | Gergő Kis (HUN) | Samuel Pizzetti (ITA) |

## Resultados

### Eliminatórias
Esses foram os resultados das eliminatórias. 
| Pos. | Bateria | Raia | Nadador              | Nacionalidade | Tempo   | Notas |
| ---- | ------- | ---- | -------------------- | ------------- | ------- | ----- |
| 1    | 5       | 5    | Samuel Pizzetti      | Itália        | 3:49.65 | Q     |
| 2    | 5       | 4    | Paul Biedermann      | Alemanha      | 3:50.43 | Q     |
| 3    | 4       | 5    | Gergő Kis            | Hungria       | 3:52.57 | Q     |
| 4    | 5       | 1    | Patrik Rakos         | Hungria       | 3:52.58 | Q     |
| 5    | 3       | 3    | Gabriele Detti       | Itália        | 3:52.74 | Q     |
| 6    | 4       | 4    | Sébastien Rouault    | França        | 3:53.06 | Q     |
| 7    | 3       | 6    | Alex di Giorgio      | Itália        | 3:53.25 |       |
| 8    | 4       | 6    | Evgeny Kulikov       | Rússia        | 3:53.35 | Q     |
| 9    | 3       | 4    | Robert Renwick       | Reino Unido   | 3:53.49 | Q     |
| 10   | 5       | 3    | Dominik Meichtry     | Suíça         | 3:53.93 |       |
| 11   | 4       | 8    | Stefan Šorak         | Sérvia        | 3:53.97 |       |
| 12   | 5       | 2    | Christian Scherübl   | Áustria       | 3:54.04 |       |
| 13   | 3       | 2    | Dorde Marković       | Sérvia        | 3:54.17 |       |
| 14   | 4       | 3    | Alexander Selin      | Rússia        | 3:54.48 |       |
| 15   | 4       | 2    | David Brandl         | Áustria       | 3:55.14 |       |
| 16   | 3       | 1    | Richárd Nagy         | Eslováquia    | 3:55.63 |       |
| 17   | 3       | 5    | Clemens Rapp         | Alemanha      | 3:56.02 |       |
| 18   | 3       | 8    | Jovan Mitrovic       | Suíça         | 3:56.39 |       |
| 19   | 2       | 4    | Filip Bujoczek       | Polónia       | 3:56.62 |       |
| 20   | 3       | 7    | Pavel Medvedtsky     | Rússia        | 3:56.86 |       |
| 21   | 1       | 4    | Jean-Baptiste Febo   | Suíça         | 3:56.96 |       |
| 22   | 2       | 6    | Ediz Yildirimer      | Turquia       | 3:57.02 |       |
| 23   | 4       | 1    | David Karasek        | Suíça         | 3:57.47 |       |
| 24   | 2       | 5    | Gard Kvale           | Noruega       | 3:57.89 |       |
| 24   | 5       | 8    | Uladzimir Zhyharau   | Bielorrússia  | 3:57.89 |       |
| 26   | 4       | 7    | Velimir Stjepanović  | Sérvia        | 3:58.10 |       |
| 27   | 5       | 6    | Damien Joly          | França        | 3:58.56 |       |
| 28   | 2       | 7    | Jan Karel Petric     | Eslovênia     | 4:00.86 |       |
| 29   | 2       | 3    | Antonio Arroyo Pérez | Espanha       | 4:01.50 |       |
| 30   | 5       | 7    | Michal Szuba         | Polónia       | 4:03.06 |       |
| 31   | 2       | 2    | Irakli Revishvili    | Geórgia       | 4:03.79 |       |
| 32   | 1       | 5    | Aleksandar Nikolov   | Bulgária      | 4:09.99 |       |
| 33   | 1       | 3    | Peter Gutyan         | Eslováquia    | 4:10.27 |       |

### Final
Esse foi o resultado da final. 
| Pos.              | Raia | Nadador           | Nacionalidade | Tempo   | Notas |
| ----------------- | ---- | ----------------- | ------------- | ------- | ----- |
| Medalha de ouro   | 5    | Paul Biedermann   | Alemanha      | 3:47.84 |       |
| Medalha de prata  | 3    | Gergő Kis         | Hungria       | 3:48.09 |       |
| Medalha de bronze | 4    | Samuel Pizzetti   | Itália        | 3:48.66 |       |
| 4                 | 8    | Robert Renwick    | Reino Unido   | 3:50.46 |       |
| 5                 | 7    | Sébastien Rouault | França        | 3:50.62 |       |
| 6                 | 2    | Gabriele Detti    | Itália        | 3:51.92 |       |
| 7                 | 1    | Evgeny Kulikov    | Rússia        | 3:52.57 |       |
| 8                 | 6    | Patrik Rakos      | Hungria       | 3:52.80 |       |

Legenda
| Recorde mundial       | Recorde mundial (World record)               |                       | Recorde africano                      | Recorde africano (African) |                                           | Q | Classificado por posição (Qualified) |
| Recorde do campeonato | Recorde do campeonato (Championship record)  | Recorde da América    | Recorde da América (Americas)         | q                          | Classificado por melhor tempo (Qualified) |   |                                      |
| Melhor marca do ano   | Melhor marca do ano (World leading)          | Recorde asiático      | Recorde asiático (Asian)              | DNS                        | Não largou (Did not start)                |   |                                      |
| Recorde nacional      | Recorde nacional (National record)           | Recorde europeu       | Recorde europeu (European)            | DNF                        | Não terminou (Did not finish)             |   |                                      |
| Recorde pessoal       | Recorde pessoal do atleta (Personal best)    | Recorde da Oceania    | Recorde da Oceania (Oceania)          | DSQ / DQ                   | Desclassificado (Disqualified)            |   |                                      |
| Recorde da temporada  | Recorde da temporada do atleta (Season best) | Recorde sul-americano | Recorde sul-americano (South America) | NM                         | Sem marca (No mark)                       |   |                                      |